# Rhagadolobium cucurbitacearum
Rhagadolobium cucurbitacearum är en svampart som först beskrevs av Rehm, och fick sitt nu gällande namn av Theiss. & Syd. 1914. Rhagadolobium cucurbitacearum ingår i släktet Rhagadolobium och familjen Parmulariaceae.   Inga underarter finns listade i Catalogue of Life.